# San Fernando de Apure
San Fernando de Apure, fundada como Villa de San Fernando del Paso Real de Apure (también referida solo como San Fernando e incluso llamada únicamente Apure por varios para simplificar), es la capital de la parroquia de San Fernando y del municipio San Fernando y a la vez del Estado Apure en Los Llanos de Venezuela. Se identifica con la frase «¡La ciudad de la esperanza!».Es la sede administrativa del estado y tiene la sede de las unidades de mayor poder militar de la zona, siendo sus principales actividades económicas el comercio, las actividades financieras y seguridad. La ciudad de San Fernando de Apure es el principal asentamiento financiero del Estado, cuya primera actividad es la ganadería y la agricultura. Para el año 2024, el área metropolitana de San Fernando posee una población de 317.645 habitantes,según estimaciones del INE.

## Toponimia
Fue fundada en época pre-republicana durante la colonia española. Su nombre fue un homenaje al entonces Infante Fernando de Borbón, nombre este que en el santoral católico se asocia a San Fernando Rey. Su vinculación con Apure fue dada por el río homónimo en cuya margen fue establecida, y que actualmente da nombre al estado del cual es la capital. Según Juan Antonio Frago García, en Aragón en América, la localidad fue fundada por fray Lorenzo de Zaragoza en 1690 como una "reducción y doctrina indígena" llamada San Fernando de Apure, ordenada por fray Lorenzo de Magallón, de los capuchinos de Cumaná.

## Historia
San Fernando fue fundada el 28 de febrero de 1788 por orden del Capitán de Infantería de los Reales Ejércitos Fernando Miyares y González, Comandante militar, político y gobernador de la entonces recién formada Provincia de Barinas (1786), y ejecutada por el Teniente Mayor Juan Antonio Rodríguez y Fray Buenaventura de Benaocaz, bajo la denominación de «Villa de San Fernando del Paso Real de Apure».
La fundación fue presenciada por unos 200 aborígenes en una ceremonia donde el teniente Juan Antonio Rodríguez hizo un reconocimiento del terreno, con lo que el acta describe que el inmueble goza de buena constelación, aires puros, de abundancia en tierras de labor y cría, madera para fábricas, leña y agua corriente. Fue entonces demarcada la Plaza Mayor (ahora Plaza Bolívar) y colocada una cruz en el sitio donde se levantaría la iglesia, cumplido todo lo cual exclamó el Teniente: «¡Queda fundada la Villa Real de San Fernando!». Posteriormente, en diciembre de 1783, dada su importancia estratégica en la dominación de Los Llanos, le fue concedido oficialmente el título de Villa.
Entre el 27 y el 30 de marzo de 1800 recibió la visita de Alexander von Humboldt. y cinco años más tarde (1815), Fray Joaquín María levanta el segundo plano de la villa junto con una descripción literal de sus límites y jurisdicción. A partir de la década de los años 30 del siglo XIX comienza a perfilarse la actividad educativa en San Fernando, cuando en 1831 el Maestro Juan Castellanos funda la primera escuela privada para menores. Luego fue creado el Colegio Federal de Segunda Categoría en 1875 y a finales de aquel siglo también fue fundada la escuela Federal León XIII.

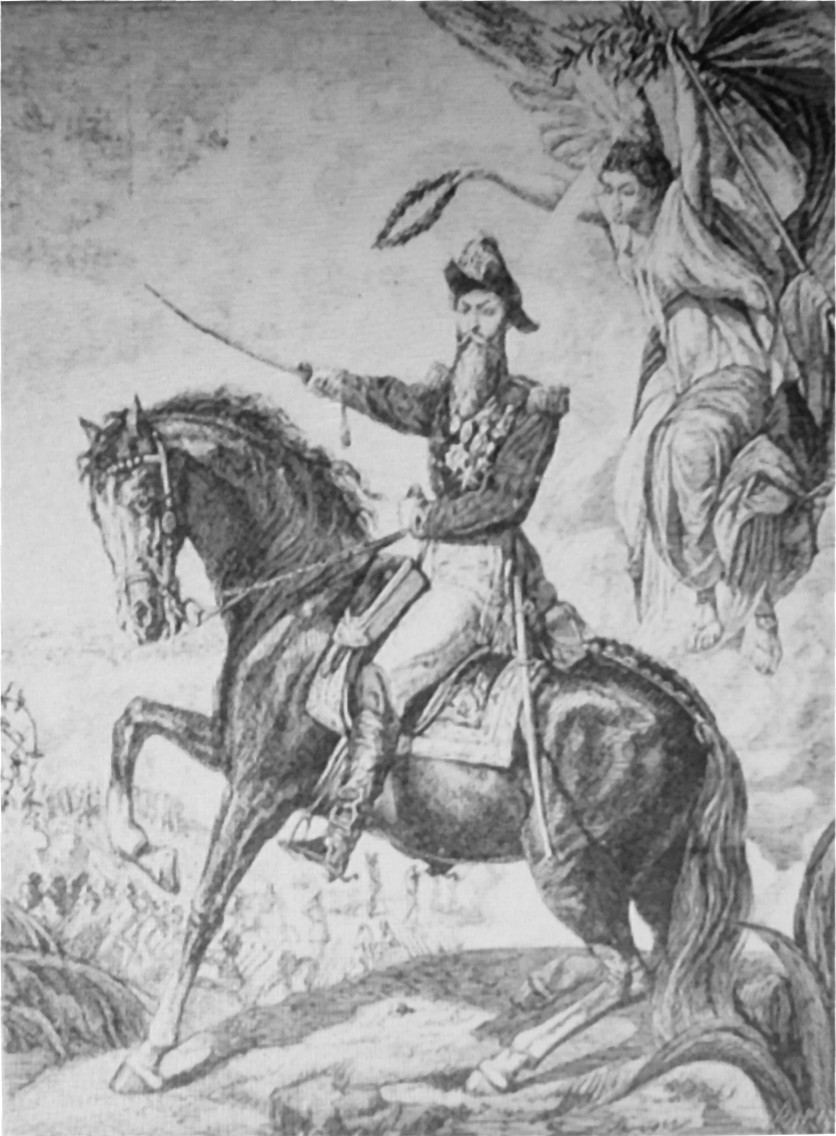
Antonio Guzmán Blanco al final de la Batalla de San Fernando de Apure.

Las crónicas del pueblo registran que el 21 de junio de 1859, durante la Guerra Federal, el Ejército Federal incendió gran parte de la ciudad colocándola al borde de su destrucción. Entre diciembre de 1871 y enero de 1872 ocurre la  Batalla de San Fernando de Apure.
Entonces, para 1908, las calles de San Fernando partían de una línea Norte-Sur a 100 metros del lateral Este del cementerio (conocido ahora como el cementerio viejo) y se les llamaban usualmente: primera, segunda, tercera, cuarta y quinta, última esta que llegaba al extremo sur. Entre la primera y la quinta se delimitaba la villa. Hoy ellas forman parte del casco central o casco histórico de la ciudad con los nombres de calle Comercio, calle Bolívar, calle Sucre, calle Páez y calle Muñoz respectivamente. En esa época, San Fernando era un puerto a orillas del río Apure. La zona principal del puerto tenía unos 400 metros de extensión, que se prolongó un poco más al oeste al construirse el Palacio de los Barbarito. Hoy el puerto solo figura en registros históricos, y gran parte de él ahora es tierra firme con urbanismo, donde antaño era dominio del río Apure.
A principios del siglo XX gozaba San Fernando de gran actividad comercial e industrial. En ella se desarrollaron fábricas de alimentos (pastas, enlatados, embutidos, conservas y otros), fábricas de velas, hielo, distribuidoras de plumas de garzas (desde 1884), cueros y pieles de caimán entre otros. El comercio mantenía una relación fuerte con Europa, el mayor destino de los productos exportados. Esta actividad decayó fuertemente al disminuir la demanda en la exportaciones, al reducirse el interés por la navegación por el desarrollo del comercio terrestre con el desarrollo del ferrocarril: existía la línea del Gran Ferrocarril de Venezuela (Caracas a Puerto Cabello) que se quería completar con un ramal a San Fernando de Apure (), y al desarrollo del comercio por carretera con el Ford Tablitas (Ford modelo T, con tablas de madera para carga), lo cual vino a constituir una verdadera revolución por su versatilidad y resistencia.
En 1914, las crónicas registran la llegada del primer automóvil a San Fernando. Es un hecho anecdótico. Se trató de un vehículo Ford modelo T propiedad de Jesús María Hernández M., comprado en Cagua por su yerno, el general Waldino Arriaga.
La educación secundaria inició en la ciudad en 1931 con la creación de la escuela Miranda, que luego sería transformada en la escuela Lazo Martí. En esta misma línea, también se creó la escuela Sagrada Familia en 1953. Hacia 1964 la formación artística se consolidó con la fundación de la escuela de artes pláticas Juan Lovera.
En 1916, San Fernando vivió un gran desbordamiento del Río Apure registrado como catastrófico por la prensa de la época. En consecuencia, fue llevado al entonces Congreso Nacional (ahora Asamblea Nacional) el proyecto de construcción de un canal de desvío hacia el río Portuguesa en el vecino Estado Guárico. Tras aprobarlo en 1917, en febrero de ese año se publica en la gaceta oficial la autorización para gestionar la compra de terrenos de propiedad particular para la construcción del desvío. El 2 de marzo, según publicación en gaceta oficial del Estado Apure, los ciudadanos Fabián y Juan Rafael Michelangeli, María de Domínguez, Fabián Michelangeli (hijo), Miguel Ángel y Guillermo Michelangeli, propietarios todos de los terrenos, donan en conjunto un espacio de 20 000 metros cuadrados, con el fin único de «salvar de la destrucción y ruinas a la ciudad de San Fernando». El 12 de junio de 1917 es inaugurado el canal de desvío del río Apure. El canal en la actualidad está ubicado a la margen norte del Puente María Nieves.
Los estudios de educación superior comenzaron en 1976 con la creación del Núcleo Apure de la Universidad Nacional Experimental Simón Rodríguez. Ya al año siguiente se fundó la UNELLEZ y en 1978 abrió el centro local de la Universidad Nacional Abierta.  En la actualidad, San Fernando mantiene una amplia actividad educativa en todos los niveles, con innumerables escuelas primarias, secundarias y universidades.

## Gobierno y Política
El núcleo de San Fernando de Apure, comprende la jurisdicción del municipio San Fernando con 2 de sus 4 parroquias, a saber: Urbana San Fernando y Urbana El Recreo. Las leyes venezolanas especifican que el gobierno municipal tiene 4 funciones: el ejecutivo, el legislativo, la contraloría, y planeamiento. La función del ejecutivo es manejada por el alcalde, quien está a cargo de la representación municipal. La función legislativa es manejada por el consejo municipal, compuesto de siete concejales, encargados de las deliberaciones de nuevos decretos y leyes. La contraloría se encarga de investigar al gobierno. Finalmente, el planeamiento es manejado por el Consejo de Planeación Pública, que presenta los proyectos municipales.

## Demografía
La ciudad de San Fernando dentro de sus propios límites administrativos, registró una población en 2020 de 215 847 habitantes, lo que corresponde solo a dos de las cuatro parroquias del municipio San Fernando que comprende la ciudad, siendo la data municipal completa de 249 600 habitantes.  Durante la última década del siglo XX, San Fernando conformó un área metropolitana extendida sobre la parroquia urbana Biruaca en el municipio homónimo y algunas zonas del sur del municipio Camaguán del Estado Guárico, específicamente la parroquia Puerto Miranda. Así, las parroquias urbanas del conglomerado censaron un total de 317 645 habitantes en 2023.
El área metropolitana de San Fernando está conformada por tres núcleos, a saber: San Fernando de Apure, que cubre toda la zona central en ambas riberas del río Apure, la población satélite de Biruaca al occidente, y al este el conglomerado parroquial de El Recreo, agregando también la población de Puerto Miranda del estado Guárico. De acuerdo con el censo de Venezuela en 2001, el conjunto urbano de San Fernando ha experimentado crecimiento poblacional sostenido en la conurbación con Biruaca, teniendo esta última una tasa intercensal de crecimiento relativo del 69,4 % y San Fernando el 36,1 %.
Hasta el censo nacional de 2001, la ciudad estaba altamente poblada por jóvenes y adolescentes, quienes constituían más del 50 % de la población total del área metropolitana, mientras que sobre un 40 % de los habitantes eran adultos y menos del 5 % eran adultos de la tercera edad. Tal comportamiento ha variado, de acuerdo con el censo de 2011 que registró poco más del 43 % de la población juvenil, con una disminución media de 7 puntos en el grupo de edad. Al mismo tiempo, la población adulta alcanzó un 49,81 % lo que significa un incremento de cerca de 10 puntos, mientras que los adultos mayores tan solo aumentáron en poco más de 1 punto porcentual.
| Parroquia / Grupo de edad     | 0 a 19 años | 20 a 39 años | 40 a 59 años | 60 y + años |
| ----------------------------- | ----------- | ------------ | ------------ | ----------- |
| Parroquia Urbana San Fernando | 49,64 %     | 30,22 %      | 14,63 %      | 5,51 %      |
| Parroquia Urbana El Recreo    | 54,05 %     | 28,34 %      | 12,88 %      | 4,72 %      |
| Parroquia Urbana Biruaca      | 53,48 %     | 28,64 %      | 13,17 %      | 4,71 %      |
| Promedio                      | 52,39 %     | 29,07 %      | 13,56 %      | 4,98 %      |

| Municipio / Grupo de edad | 0 a 19 años | 20 a 39 años | 40 a 59 años | 60 y + años |
| ------------------------- | ----------- | ------------ | ------------ | ----------- |
| Municipio San Fernando    | 44,92 %     | 32,00 %      | 17,37 %      | 5,71 %      |
| Municipio Biruaca         | 43,64 %     | 32,68 %      | 17,27 %      | 6,41 %      |
| Promedio                  | 44,28 %     | 32,34 %      | 17,32 %      | 6,06 %      |

Poblaciones satélites
San Fernando sirve como centro urbano principal de varias aldeas, caseríos y poblados satélites del noreste de Apure y el suroeste de Guárico, cuyos habitantes satisfacen en ella diversas necesidades relacionada con servicios tales como de educación, hospital, banca, comercio, terminal de transporte terrestre y aéreo, entretenimiento, gastronomía, empleo, gobierno y otros.
| - Arichuna - Biruaca. - Biruaquita. - Boca del Arichuna. - Boca del Tigre. - Boquerones. - Cabuyarito. - Camaguán. - Coveras. - El Caimán. | - El Jobal. - El Negro. - Guayabal. - La Arenosa. - La Bendición. - La Culebra. - La Esperanza. - La Gomera. - La Maciera. - La Palmita. | - La Rompía. - La Vega de Arauquita. - Las Peonias. - Los Dividives. - Los Médanos. - Los Valentones. - Las Mangas. - El Recreo. - La Negra. - Puerto Miranda. |

## Geografía física

### Ubicación
La ciudad se estableció originalmente en un meandro del río Apure y su crecimiento mayor se mantiene de este a oeste junto a la ribera sur, con algunas zonas en el área central localizadas en la ribera norte. Sus suelos son muy sedimentarios y húmedos. Sus coordenadas astronómicas son 7°54′N 67°28′E / 7.900, 67.467 (UTM 873554 669033 19N)
| Noroeste: Río Apure y Camaguán en el Estado Guárico             | Norte: Río Apure y Camaguán en el Estado Guárico | Noreste: Río Apure, Guayabal en el Estado Guárico |
| Oeste: Biruaca                                                  |                                                  | Este: El Recreo y Arichuna                        |
| Suroeste: El Negro, San Rafael de Atamaica y San Juan de Payara | Sur: Caramacate                                  | Sureste: El Recreo                                |

### Relieve
El relieve de San Fernando es totalmente llano, sin lomas, cerros ni montañas. Su superficie es la característica de Los Llanos bajos occidentales de Venezuela, a 47 m s. n. m. Por su llanura, la visibilidad sobre el horizonte puede alcanzar hasta 10 km. Sin embargo, dado que la ciudad ha sufrido muchas inundaciones por las lluvias y el desbordamiento del río Apure, pueden encontrarse algunas elevaciones de terreno construidas artificialmente por obras de ingeniería para la prevención de inundaciones.

### Hidrografía
San Fernando de Apure está bordeada al norte por el río Apure coincidiendo con el límite norte del Estado Apure con el Estado Guárico. La ciudad se caracteriza en su paisaje natural por contener diversos caños y lagunas, tales como Atamaiquita y Mangía, por citar algunos.

### Parroquias
San Fernando es la capital del municipio de mismo nombre, y dentro de él se establece su jurisdicción principal, siendo este históricamente el centro de formación y crecimiento de la ciudad. La legislación venezolana establece la división municipal en parroquias, de las cuales el municipio San Fernando comprende cuatro y de ellas, la ciudad abarca estrictamente dos: la parroquia San Fernando y la parroquia El Recreo. Las otras dos parroquias del municipio (parroquia Peñalver y parroquia San Rafael de Atamaica) sirven al desarrollo de las poblaciones satélites de Arichuna y San Rafael de Atamaica, que no conurban con San Fernando y por tanto no se consideran parte de la ciudad.
Por otro lado, dado el crecimiento poblacional al oeste, la población de Biruaca integra el área metropolitana de San Fernando, con lo que la parroquia urbana Biruaca del municipio homónimo hace parte del conglomerado. De igual manera, algunas zonas al norte del río Apure en el vecino Estado Guárico, han extendido el área sanfernandina en jurisdiccíon de la parroquia Camaguán, municipio de igual nombre.

### Clima
San Fernando es reconocido en Venezuela como una localidad calurosa por encontrarse enclavada en el centro de Los Llanos venezolanos. Su clima es tropical de sabana (verano seco). La temperatura media anual es de entre mín. 20,4 °C y máx. 34,5 °C y la humedad relativa del aire puede alcanzar hasta el 79 % o más debido a su ubicación junto al río Apure que en su punto más estrecho de la ciudad cubre hasta 300 metros de ancho en su cauce.
| Parámetros climáticos promedio de San Fernando de Apure | Parámetros climáticos promedio de San Fernando de Apure | Parámetros climáticos promedio de San Fernando de Apure | Parámetros climáticos promedio de San Fernando de Apure | Parámetros climáticos promedio de San Fernando de Apure | Parámetros climáticos promedio de San Fernando de Apure | Parámetros climáticos promedio de San Fernando de Apure | Parámetros climáticos promedio de San Fernando de Apure | Parámetros climáticos promedio de San Fernando de Apure | Parámetros climáticos promedio de San Fernando de Apure | Parámetros climáticos promedio de San Fernando de Apure | Parámetros climáticos promedio de San Fernando de Apure | Parámetros climáticos promedio de San Fernando de Apure | Parámetros climáticos promedio de San Fernando de Apure |
| Mes                                                     | Ene.                                                    | Feb.                                                    | Mar.                                                    | Abr.                                                    | May.                                                    | Jun.                                                    | Jul.                                                    | Ago.                                                    | Sep.                                                    | Oct.                                                    | Nov.                                                    | Dic.                                                    | Anual                                                   |
| ------------------------------------------------------- | ------------------------------------------------------- | ------------------------------------------------------- | ------------------------------------------------------- | ------------------------------------------------------- | ------------------------------------------------------- | ------------------------------------------------------- | ------------------------------------------------------- | ------------------------------------------------------- | ------------------------------------------------------- | ------------------------------------------------------- | ------------------------------------------------------- | ------------------------------------------------------- | ------------------------------------------------------- |
| Temp. máx. media (°C)                                   | 37.8                                                    | 41.9                                                    | 51.8                                                    | 40.8                                                    | 38.7                                                    | 37.5                                                    | 38.9                                                    | 37.8                                                    | 35.7                                                    | 34.1                                                    | 33.9                                                    | 34.5                                                    | 51                                                      |
| Temp. media (°C)                                        | 27.6                                                    | 28.4                                                    | 29.4                                                    | 29.6                                                    | 27.7                                                    | 26.5                                                    | 26.1                                                    | 26.4                                                    | 27.2                                                    | 28.1                                                    | 28.1                                                    | 28.1                                                    | 27.8                                                    |
| Temp. mín. media (°C)                                   | 23.1                                                    | 23.4                                                    | 24.7                                                    | 24.3                                                    | 23.7                                                    | 23.0                                                    | 22.8                                                    | 23.2                                                    | 24.0                                                    | 24.6                                                    | 24.4                                                    | 24.6                                                    | 23.8                                                    |
| Precipitación total (mm)                                | 1.1                                                     | 3.5                                                     | 6.2                                                     | 71.9                                                    | 167.3                                                   | 242.9                                                   | 276.1                                                   | 255.3                                                   | 172.4                                                   | 98.5                                                    | 44.2                                                    | 9.9                                                     | 1349.3                                                  |
| [cita requerida]                                        |                                                         |                                                         |                                                         |                                                         |                                                         |                                                         |                                                         |                                                         |                                                         |                                                         |                                                         |                                                         |                                                         |

## Transporte
A San Fernando se tiene acceso por 5 vías principales (una al norte, dos al oeste, una al Sur y una al Este). La primera de ellas, la Carretera Nacional de Los Llanos, que va desde La Encrucijada (Zona Metropolitana de Maracay en la Región Central de Venezuela) culminando justamente en San Fernando. Es la única vía terrestre fuera del Estado Apure que tiene acceso directo a la ciudad. Por esta se comunican casi todas las regiones de Venezuela. Adicionalmente, otras tres arterias conducen a San Fernando desde dentro de su Estado. La más importante es la Avenida Intercomunal San Fernando - Biruaca y por otra parte la Avenida Perimetral Norte que enlaza igual a San Fernando y Biruaca, ambas por el occidente. Visto desde su área metropolitana, a San Fernando se tiene acceso occidental por la Carretera Nacional San Fernando - Achaguas, que conecta a esta última población con Biruaca, y esta a su vez conurbada con San Fernando. Estas arterias occidentales brindan acceso al Alto Apure y la Región de los Andes.
Sumada a las dos anteriores, a San Fernando se tiene acceso por el Este a través de la Avenida 5 de julio, que conecta con la Carretera Nacional San Fernando - Arichuna. Por otro lado, hacia el Sur, la zona metropolitana de San Fernando conecta con la población de San Juan de Payara, en el mismo Estado Apure, por medio de la Carretera Nacional San Fernando - Puerto Páez, que empalma con la ciudad a través de Biruaca. La vialidad interna dirige el tránsito esencialmente de este a oeste hacia el centro. La más reconocida de las vías mayores es la Avenida Paseo Libertador que va en línea recta con un boulevard de norte a sur. De este a oeste corren tres avenidas principales, y dos de ellas intersecan con el Paseo Libertador, a saber: la Avenida Carabobo y la Avenida Caracas, además de la Avenida Perimetral Sur. Una gran cadena cruza toda la ciudad de este a oeste. Es el empalme continuo de las avenidas 5 de julio (este), 1.º de mayo (centro-este), Carabobo (centro), Casa de Zinc (oeste), Los Centauros (oeste) e Intercomunal San Fernando - Biruaca (oeste).
El transporte público urbano está conformado por autobuses que cubren distintas rutas y de esta forma se les llama coloquialmente: la ruta. Cada ruta es identificada con un numeral, salvo algunas excepciones dónde se identifican los hitos de la ruta sin numeración alguna.
El puente María Nieves
Su construcción se inició en 1960. Llevando el nombre de un famoso cabestrero que cruzaba a nado, a lo ancho del río Apure, solo con su caballo para llevar rebaños de ganado que luego serían trasladados al centro del país.
El sistema de puente levadizo sobre el río Apure, inició su construcción en 2011, cuando el gobernador Ramón Carrizales presentó el proyecto que solicitó Chávez en su momento. Para ello se contrató a la empresa estadounidense Arwick, con amplia experiencia en tales sistemas.

### Transporte férreo
San Fernando no se encuentra servida por ningún sistema de transporte férreo, no obstante, el Estado venezolano ha previsto alguna interconexión con la ciudad dentro del proyecto del Sistema Ferroviario Nacional, en dónde se ha planificado una estación terminal del ferrocarril en la localidad, en el tramo La Encrucijada - San Fernando, con un recorrido de 279 km, de acuerdo con el Plan de Desarrollo Ferroviario 2030 del Instituto de Ferrocarriles del Estado (IFE).
Denominado también como "Tramo San Juan de los Morros - Dos Caminos - Calabozo - San Fernando de Apure" por el IAFE, posee en plano una longitud de 252,5 km con un sistema de transporte intermodal, moderno, rápido y económico capaz de movilizar más de dos millones de pasajeros al año y transportar más de 2 millones de toneladas de carga anual. La estación de San Fernando, además de destinarse a pasajeros, es una estación de acopio para cargas según el proyecto. Su culminación estuvo programada para el año 2012, sin embargo el cronograma no se cumplió.

### Transporte aéreo
A la ciudad sirve el Aeropuerto Las Flecheras (SVSR/SFD). Tiene una sola pista de 1957 metros de largo, 49 de ancho y por encontrarse en una zona de escaso tráfico aéreo, el terminal tiene escasa infraestructura. El aeropuerto carece de sistema de aterrizaje instrumental (ILS, Instrument Landing System) pero posee un radio faro o baliza no direccional (NDB) y un radiofaro omnidireccional de VHF con equipo de medición de distancia (VOR-DME), ambos siglas SFD, que forman parte del sistema de ayudas de navegación de Venezuela.

### Transporte fluvial
No es muy común el acceso fluvial a gran escala, sin embargo existe un bajo tránsito en el río Apure, que bordea la ciudad al norte, salvo en temporadas de competiciones especiales, cuando logra apreciarse una mayor actividad navegacional. Sin embargo el río Apure es altamente navegable (a excepción de épocas de sequía extrema) por lo que este representa un importante acceso por agua. Incluso poblaciones y aldeas de los alrededores, navegan en lanchas a motor fuera de borda en una actividad rutinaria para el transporte de personas de las aldeas y fundos a la ciudad y para la comercialización de productos del agro en el mercado local.

## Servicios públicos y privados

### Abastecimiento
Electricidad
San Fernando se encuentra conectado a línea de transmisión Calabozo - San Fernando a 230/115 kv, del sistema eléctrico nacional operado por la Corporación Eléctrica Nacional (CORPOELEC) a través de su empresa filial, la Compañía Anónima de Administración y Fomento Eléctrico, S.A. (CADAFE), mismas que son propiedad del Estado venezolano. La potencia eléctrica residencial es de 220/110 V.
Agua
El suministro y tratamiento del agua es provisto por la estatal Compañía Hidrológica de Los Llanos (HIDROLLANOS). La fuente principal del recurso es el mismo río Apure. El agua corriente es potable pero no recomendable para beber, por lo que es común que el suministro de agua potable esté dado por empresas privadas que venden agua potable embotellada, y algunas veces mineralizada. Las aguas servidas se vierten al río Apure, no sin antes pasar por un proceso de depuración en plantas de tratamiento menores ubicadas al Este y Oeste de la ciudad.

### Medios de comunicación
Radio y televisión
La ciudad cuenta con más de 30 estaciones de radio locales, en su mayoría de Frecuencia Modulada FM. Adicionalmente, cuenta con 4 canales locales de televisión de señal abierta y/o por suscripción, a saber: ContacTV, Apure TV, Estrella TV y Esperanza TV.
Telecomunicaciones
En San Fernando operan proveedores de televisión por suscripción (cable, a través de servicios de la operadora Inter, y satelital por medio de la operadora DirecTV) y conexiones a Internet de banda ancha. Los sistemas de telefonía fija son operados por las dos mayores centrales telefónicas del país (Telefónica y CANTV), y la telefonía móvil celular es operada por las principales de Venezuela: Movistar de Telefónica, Movilnet y Digitel.

## Educación
San Fernando es el principal centro educativo de Apure. Aquí se encuentra la mayoría de las universidades con sede en el Estado. No existen universidades propias de la localidad, pero sí institutos universitarios de tecnología. Entre las principales universidades con sede en San Fernando se cuentan: Universidad Nacional Experimental de los Llanos Ezequiel Zamora, Universidad Nacional Experimental Simón Rodríguez, Universidad Bicentenaria de Aragua (UBA), Universidad Nacional Abierta (UNA), Universidad Nacional Experimental de las Fuerzas Armadas (UNEFA).
Otras universidades
- Universidad José María Vargas.
- Universidad Pedagógica Experimental Libertador.

## Salud
El principal centro hospitalario de San Fernando es el Hospital General Dr. Pablo Acosta Ortiz (HPAO), una institución pública ubicada en la Avenida Caracas, entre la Av Paseo Libertador y la Av Fuerzas Armadas. Sirve como centro de salud, maternidad, unidad de imageneología y unidad quirúrgica gratuitos y no se requiere seguro para su admisión. Adicionalmente, el hospital sirve de unidad de cuidados intensivos (UCI) para los estados Guárico, Amazonas, Bolívar, Barinas, Portuguesa y la frontera sur de Venezuela con Colombia. El Hospital Dr. Pablo Acosta Ortiz fue inaugurado el 17 de diciembre de 1930, tras las remodelaciones que se realizaran al hasta entonces llamado Hospital de La Caridad.
La ciudad cuenta con varios centros de diagnóstico integral (CDI) y salas de rehabilitación integral (SRI) del programa de salud nacional, los cuales desconcentran la población atendida en el hospital general. Los CDI prestan servicios gratuitos de rayos X, ultrasonido diagnóstico, endoscopia, electrocardiograma, Sistema Ultra Micro Analítico (SUMA), oftalmología clínica, emergencia y anatomía patológica.
Complementariamente, el sistema de salud de la ciudad cuenta con varios hospitales privados (clínicas) que ofrecen atención amparada por pólizas de seguro de salud de los pacientes.

## Cultura
San Fernando también es un centro cultural activo. La región es reconocida por ser fuente de inspiración de diversas composiciones y artistas de la música llanera venezolana. De igual manera, el baile de joropo es muy popular como típico y puede apreciarse mayormente en la periferia, aunque muchos eventos lo presentan en refuerzo de la identidad local, sin limitarse a ello.
Adicionalmente, cada año se desarrollan diversas manifestaciones culturales, en su mayoría de naturaleza religiosa, como las Calendas de San Fernando, los Locos de San Fernando, los Coromoteños de Apure, diablos de El Recreo y Paleros de San Martín. Otras tradiciones han permanecido en los registros históricos, como el baile de El Paloteo.

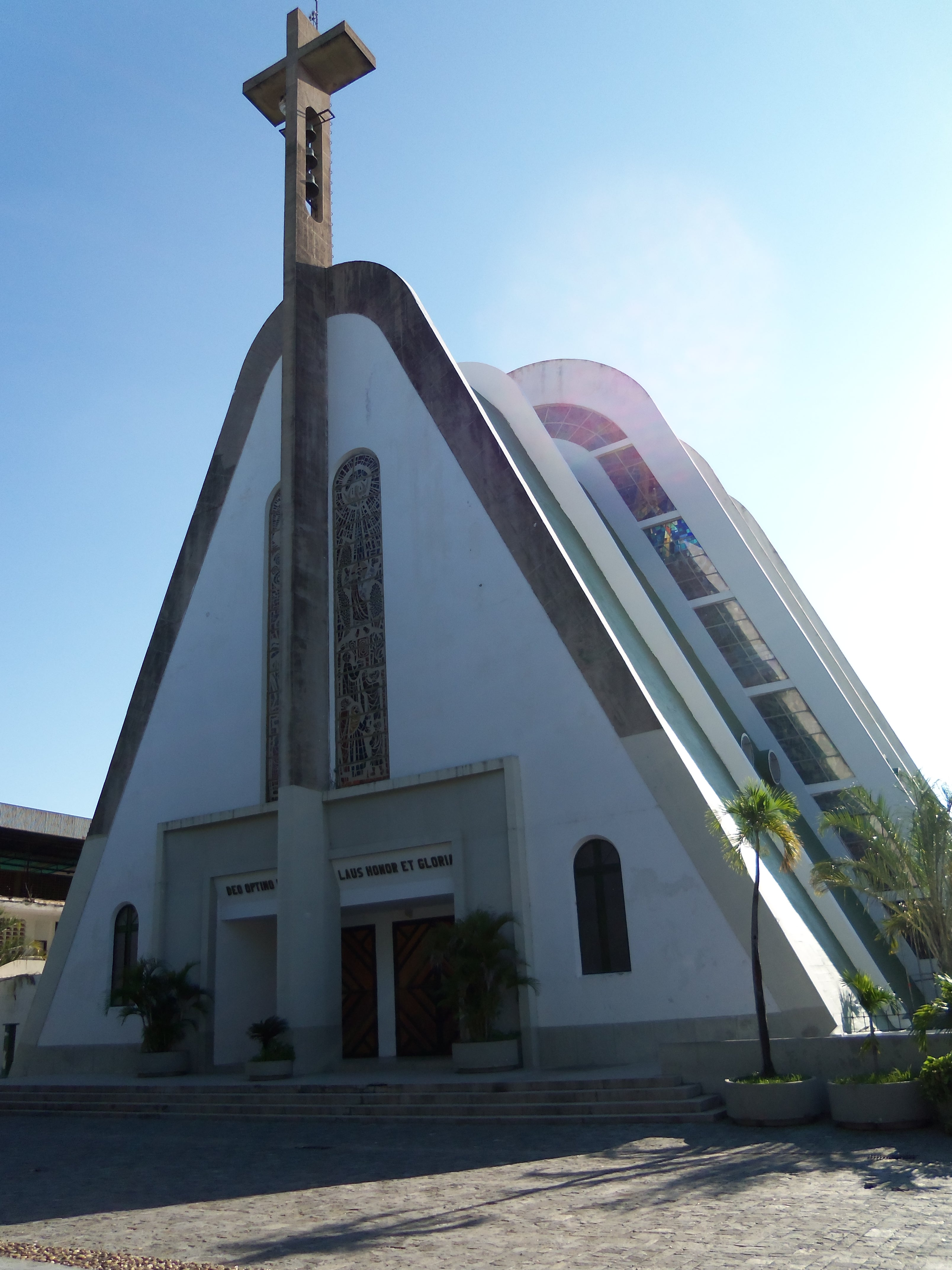
Catedral de San Fernando.

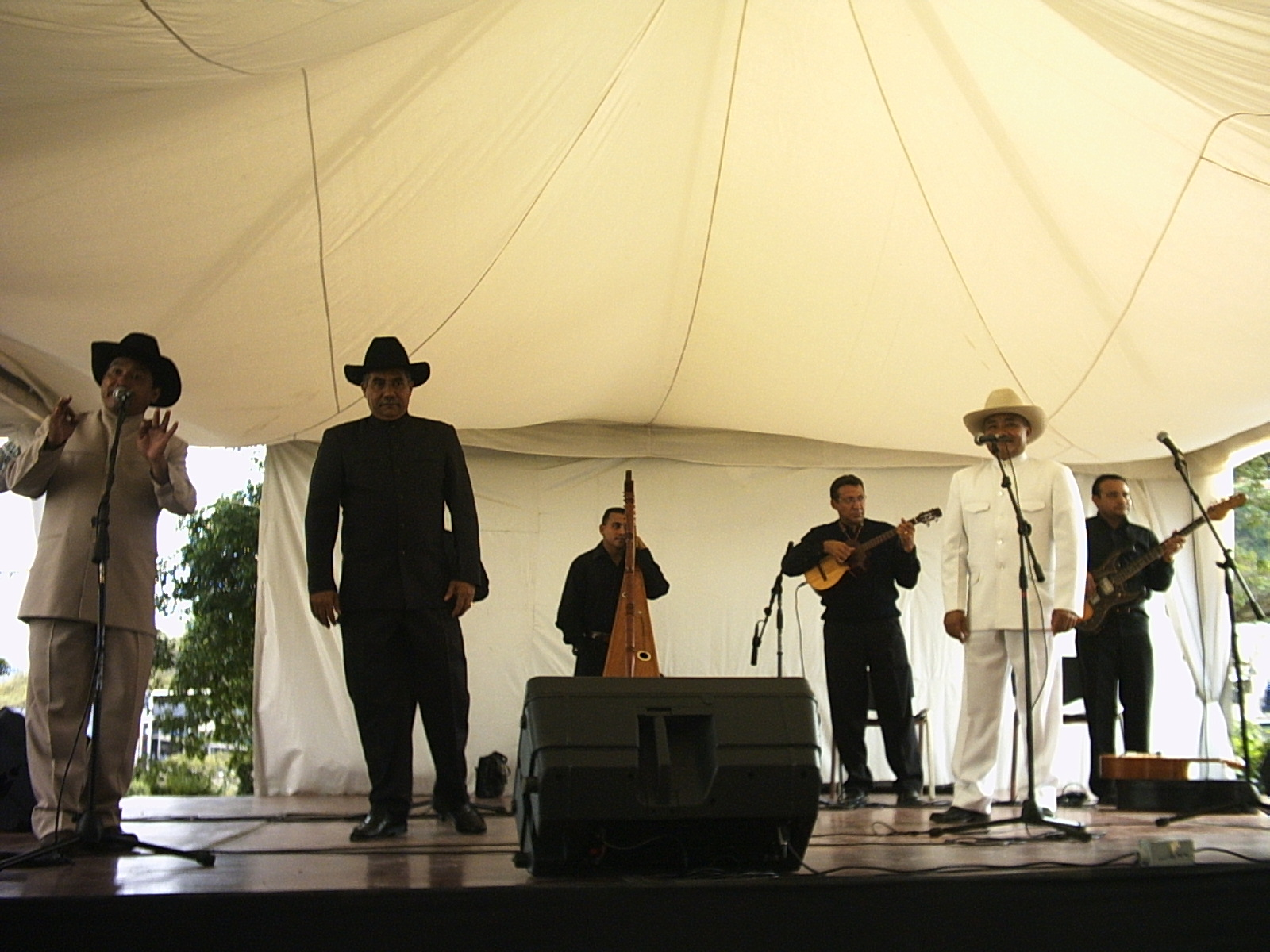
Cantantes de música llanera.

### Patrimonio cultural
El Palacio de los Barbarito considerado la más importante y clásica edificación de la ciudad, ubicada al frente de la Plaza Camejo. Fue construida por italianos inmigrantes, siendo usado para residencia y fábrica, a comienzos del siglo XX. Fue un importante centro de exportación a Europa y a los Estados Unidos, también siendo saqueado varias veces por las inmensas mercancías ahí guardadas. Hoy día, el Palacio de Barbarito ha sido restaurado siendo la sede de un museo donde pueden observarse mosaicos originales.

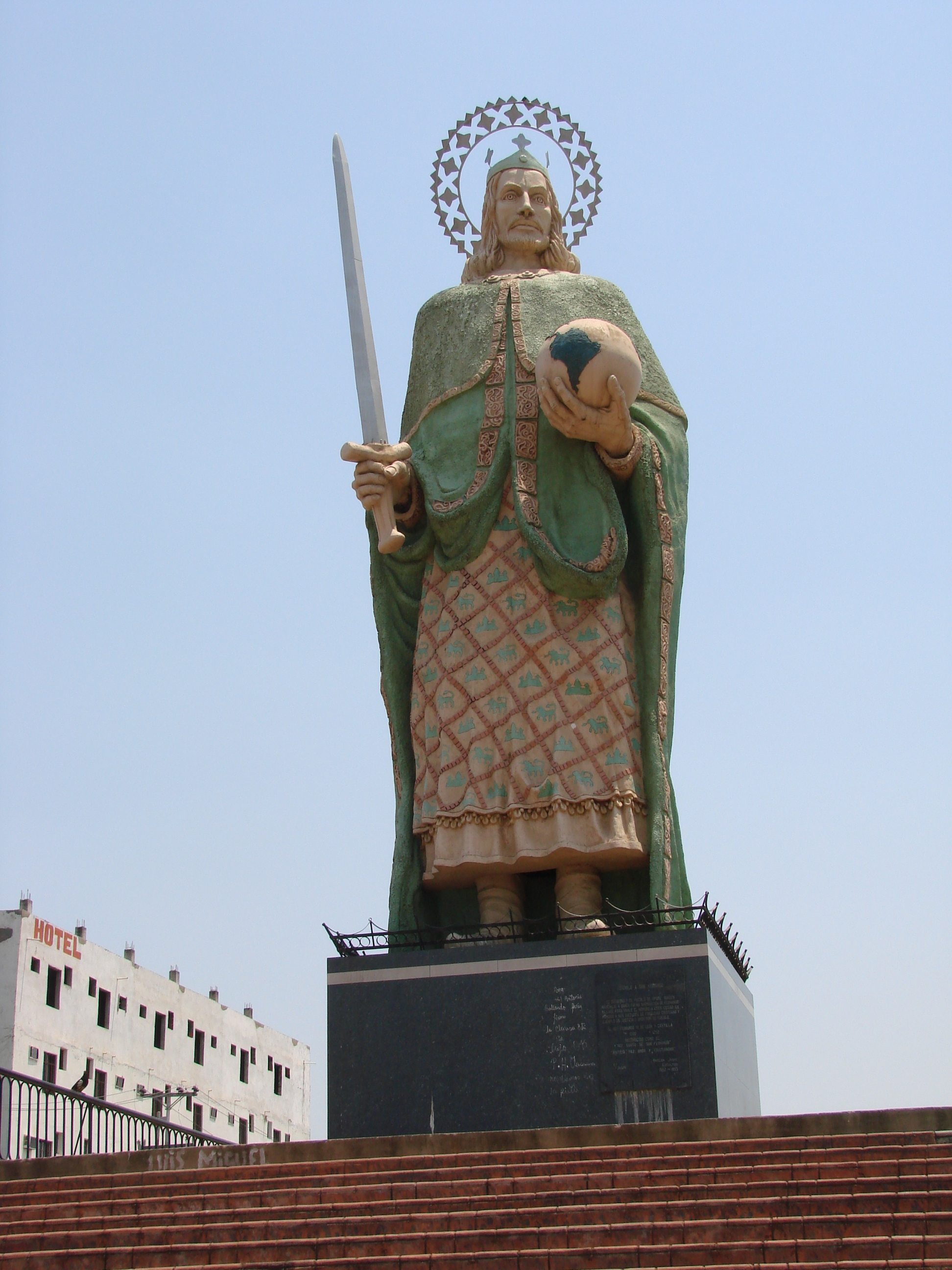
Monumento a San Fernando.

La catedral de San Fernando fue planificada por el arquitecto alemán Robert Klein, y construida por el ingeniero Manuel Pérez Marcano, en un lapso de 10 años. Los trabajos comenzaron en 1959, bajo el patrocinio del consejo municipal de San Fernando y el gobierno del estado Apure, una vez concluida, fue consagrada el 28 de febrero de 1969, en el aniversario de la fundación de la ciudad, por el Monseñor Felice Pirozzi.

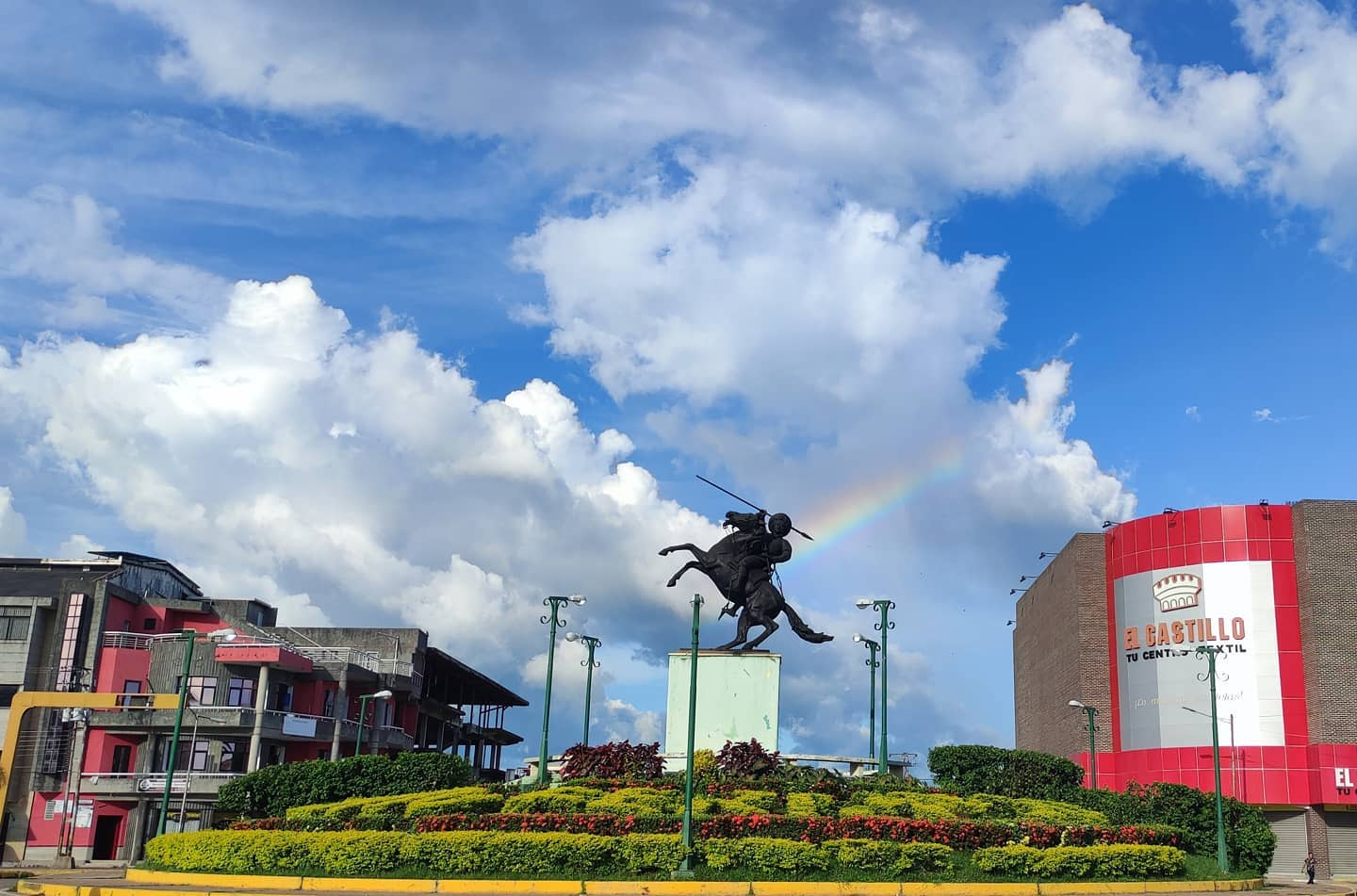
Estatua de José Antonio Páez y la Redoma de Páez.

Además se destacan el monumento a San Fernando (Sanfernandote), el monumento a la Bandera (Compuesto por la Fuente de los Caimanes o Fuente de la abundancia, el monumento a Negro Primero y el asta de la bandera nacional), el monumento a José Antonio Páez, la casa de Bolívar, la Plaza Bolívar y sus inmediaciones, donde es curioso que 3 templos de 3 religiones diferentes se encuentran adyacentes en la misma cuadra. Estos son: La Catedral San Fernando (Católicos), la Logia Francmasónica Candor 27 (Masones) y una iglesia protestante evangélica. Por último se destaca la Plaza del Alma Llanera.

### Fiestas
| Fecha           | Nombre                                               | Nota                                                                       |
| --------------- | ---------------------------------------------------- | -------------------------------------------------------------------------- |
| Fecha móvil     | Festival Internacional Voz del Alma Llanera          | Ferias de San Fernando                                                     |
| 28 de Febrero   | Aniversario de la fundación de San Fernando de Apure |                                                                            |
| 30 de mayo      | Calendas de San Fernando                             | Patrimonio cultural del Municipio San Fernando en honor a San Fernando Rey |
| 28 de diciembre | Locos de San Fernando                                | Día de los santos inocentes                                                |

## Deportes
Por su ubicación junto al río Apure, San Fernando es el punto de partida de los eventos náuticos de las «500 Millas Extremas del Orinoco» y «Nuestros ríos son navegables», ambas competencias con meta en Ciudad Guayana. En la primera el recorrido en bote se realiza 500 millas por los ríos Apure, Orinoco, Caura y Caroní. La competencia suele tener 4 categorías. La potencia total es libre, todas con motor fuera de borda y de carrera. El trim vertical suele ser libre y a partir de 18 pies de eslora, mientras que el casco en V o libre. Para participar en esta competencia, adicionalmente a los requisitos exigidos por las leyes que rigen el INEA y sus Reglamentos, a todas las embarcaciones participantes en la competencia se le exigen diversos equipos de navegación en buenas condiciones de operación. La segunda es organizada por la Asociación Civil Nuestros ríos son navegables, y plantea un recorrido 2000 km aproximadamente sobre los ríos Apure, Cunaviche, Capanaparo, Arauca, Payara, Parguaza, Caura, Orinoco y Caroní entre otros.
Por otra parte, la ciudad participa en la Liga Nacional de Baloncesto de Venezuela (LNB) con el equipo local Centauros de Apure, ocupando posiciones líderes en la LNB y quedando en primera posición de la División Occidental en 2010.
Entre tanto en el balompié, San Fernando cuenta con un equipo de fútbol fundado en 2009. Se trata del Deportivo Apure FC, que anteriormente jugaba en la tercera división del fútbol venezolano para la temporada 2009/2010 y en la siguiente temporada ascendió a la segunda división B de la FVF para el torneo apertura. El club juega en el Polideportivo San Fernando. En este mismo sentido, San Fernando es sede del club Huracanes de Apure que participa de la Liga Nacional de Fútbol de Salón de Venezuela desde 1997.
Adicionalmente, la capital apureña es plaza de coleo de toros en su manga de coleo Vuelvan Caras, escenario de torneos nacionales y regionales, ubicada en el parque de ferias José Antonio Páez, al oeste de la ciudad.

## Personas destacadas
- Fernando Calzadilla Valdés, ganadero y escritor costumbrista. Autor de Por los llanos de Apure (1948).
- Ignacio «indio» Figueredo, arpista y compositor de música llanera.
- Ígor Barreto, poeta y editor.
- Lucila Velásquez, escritora y diplomática.
- Familia Cestari, Rosita (La Voz de Apure), Antonio (Farmacia Popular), José Luis (famoso traumatólogo)
- Trina Omaira Salerno Encinoza, deportista aficionada.
- Donato Muñoz, famoso youtuber conocido como "TheDonato".
- Diego Eugenio Chacon Arévalo, Abogado, masón, ingeniero, político y militar con el grado de general.
- Marcela Wallerstein, Modelo y actriz venezolana.

## Ciudades hermanas
San Juan de los Morros
 Nuevo México Las Cruces
 Nienburg, Alemania
 Jojutla, México